# إيثامبيوتول/آيزونيازيد
إيثامبوتول/إيزونيازيد هو دواءٌ يُستخدم لعلاج مرض السل. وهو ذا تركيبة ثابتة الجرعة مكون من إيثامبوتول وآيزونيازيد. ويستخدم جنباً إلى جنب مع الأدوية الأخرى المضادة للسل. ويؤخذ عن طريق الفم.
الآثار الجانبية لهذا الدواء مُماثلة للآثار الجانبية للأدوية الأساسية، وتشمل الأعراض الجانبية الأكثر شيوعاً، ضعف الحركة، تّخدّر،وأمراض الكبد، قد تكون مشكلات الكبد حادة وأكثر احتمالية أن يصاب بها الأشخاص الذين تزيد أعمارهم عن 50 عامًا.  كما لا ينصح باستخدامه للأطفال. ومن غير الواضح فيما إذا كان الاستخدام خلال الحمل آمنًا للجنين أو لا.
تمت إزالة هذا الدواء من قائمة الأدوية الأساسية النموذجية لمنظمة الصحة العالمية في عام 2019.  تكلفة بيع الجملة في العالم النامي حوالي 1.47 إلى 1.99 دولار أمريكي في الشهر. المنتج المركب غير متوفر في كندا والولايات المتحدة.